# سیارک ۱۲۰۱۷۴
سیارک ۱۲۰۱۷۴ (به انگلیسی: 120174 Jeffjenny، نامگذاری:2003KM3) صد و بیست هزار و صد و هفتاد و چهارمین سیارک کشف شده‌است که در ۲۳ مه ۲۰۰۳ کشف شد.